# James Vaughan
James Oliver Vaughan (Birmingham, 14 luglio 1988) è un dirigente sportivo ed ex calciatore inglese, attaccante, responsabile dei giocatori in prestito dell'Everton.

## Carriera

### Club
Cresciuto nelle giovanili dell'Everton che il 18 settembre 2009 lo cede in prestito al Derby County per tre mesi. Ma il 27 settembre 2009 fa ritorno all'Everton dopo l'intervento chirurgico alla cartilagine.
L'11 marzo 2010 viene mandato in prestito al Leicester City per un mese, con possibilità di rinnovo fino alla fine della stagione
L'8 settembre 2010 viene mandato in prestito al Crystal Palace per tre mesi. Dopo un errore amministrativo è stato impedito di aggregarsi sempre in prestito al Celtic. Così a gennaio 2011 fa ritorno al Crystal Palace.
Il 27 maggio viene acquistato a titolo definitivo dal Norwich City firmando un contratto triennale.

### Nazionale
L'attaccante vanta 6 presenze e 2 reti con la nazionale inglese Under 17,3 presenze e 3 reti con la nazionale inglese Under 19 e 3 presenze con la nazionale inglese Under 21, con la quale nel 2007 ha anche conquistato un terzo posto ai campionati europei di categoria.

## Palmarès

### Club

#### Competizioni nazionali
- Football League One: 1

Wigan: 2017-2018
- English Football League Trophy: 1

Portsmouth: 2018-2019